# Ommata minuens
Ommata minuens är en skalbaggsart som beskrevs av Giesbert 1991. Ommata minuens ingår i släktet Ommata och familjen långhorningar.
Artens utbredningsområde är Panama. Inga underarter finns listade i Catalogue of Life.